# Decades
Decades je kompilační album finské symfonicmetalové hudební skupiny Nightwish. Vydáno bylo 9. března 2018 u společnosti Nuclear Blast. Kompilace byla vydána k oslavě více než 20 let aktivního působení skupiny na hudební scéně. Písně vybral klávesista a hlavní skladatel skupiny Tuomas Holopainen, dle jeho vlastních slov jde o ty „nejpodstatnější skladby“ v historii Nightwish.

## Seznam skladeb
| CD 1           | CD 1                       | CD 1  |
| Pořadí         | Název                      | Délka |
| -------------- | -------------------------- | ----- |
| 1.             | The Greatest Show on Earth | 24:00 |
| 2.             | Élan                       | 4:48  |
| 3.             | My Walden                  | 4:38  |
| 4.             | Storytime                  | 5:22  |
| 5.             | I Want My Tears Back       | 5:07  |
| 6.             | Amaranth                   | 3:51  |
| 7.             | The Poet and the Pendulum  | 14:00 |
| 8.             | Nemo                       | 4:36  |
| 9.             | Wish I Had an Angel        | 4:06  |
| Celková délka: | Celková délka:             | 70:21 |

| CD 2           | CD 2                        | CD 2  |
| Pořadí         | Název                       | Délka |
| -------------- | --------------------------- | ----- |
| 1.             | Ghost Love Score            | 10:02 |
| 2.             | Slaying the Dreamer         | 4:32  |
| 3.             | End of All Hope             | 3:55  |
| 4.             | 10th Man Down               | 5:24  |
| 5.             | The Kinslayer               | 3:59  |
| 6.             | Dead Boy’s Poem             | 6:47  |
| 7.             | Gethsemane                  | 5:22  |
| 8.             | Devil & the Deep Dark Ocean | 4:46  |
| 9.             | Sacrament of Wilderness     | 4:12  |
| 10.            | Sleeping Sun                | 4:01  |
| 11.            | Elvenpath                   | 4:40  |
| 12.            | The Carpenter               | 5:58  |
| 13.            | Nightwish (demo) (demo)     | 5:54  |
| Celková délka: | Celková délka:              | 69:32 |

## Obsazení
- Floor Jansen – zpěv
- Anette Olzon – zpěv
- Tarja Turunen – zpěv
- Tuomas Holopainen – klávesy, zpěv
- Emppu Vuorinen – kytara, basová kytara
- Marco Hietala – basová kytara, zpěv
- Sami Vänskä – basová kytara
- Troy Donockley – irské dudy, irská píšťalka, low whistle, bodhrán, buzuki, zpěv
- Kai Hahto – bicí
- Jukka Nevalainen – bicí